# Черкасский автомобильный ремонтный завод
Черкасский автомобильный ремонтный завод (укр. Черкаський автомобільний ремонтний завод) — предприятие военно-промышленного комплекса Украины, которое осуществляет ремонт и переоборудование автомобильной и специальной техники для нужд министерства обороны Украины.

## История

### 1943 - 1991
В ноябре 1943 года в Киеве начал работу завод по ремонту автомобильной и бронетанковой техники для действующей армии.
С 1 мая 1977 года завод начал работу в городе Черкассы.

### После 1991
После провозглашения независимости Украины, 125-й автомобильный ремонтный завод Министерства обороны СССР был передан в ведение министерства обороны Украины и получил новое наименование: "Черкасский автомобильный ремонтный завод" (в/ч А-3311).
В июле 2001 года завод был внесён в перечень государственных предприятий Украины, освобождённых от уплаты земельного налога (в это время площадь заводской территории составляла 14,86 га).
11 апреля 2003 завод сообщил о освоении выпуска нового вида техники: сортаментовоза на базе КрАЗ-255.
23 апреля 2003 завод получил право продажи на внутреннем рынке страны избыточного военного имущества вооружённых сил Украины, предназначенного для утилизации.
После создания в 2005 году государственного концерна "Техвоенсервис" завод был включён в состав концерна.
По состоянию на начало 2008 года, завод имел возможность:
- производить запчасти и принадлежности к автомашинам ЗИЛ-130, ЗИЛ-131; парковое оборудование[2]
- модернизировать автомашины КАМАЗ (с установкой двигателя ЯМЗ-238) и КрАЗ (с установкой проходных мостов)[2]
- выполнять капитальный ремонт автомашин КрАЗ-250, КрАЗ-255, КрАЗ-256, КрАЗ-257, КрАЗ-258, КрАЗ-260, КрАЗ-5131ВЕ, КрАЗ-5133Н2, КрАЗ-5444, КрАЗ-6125С4, КрАЗ-6130С4, КрАЗ-6443, КрАЗ-65032, КрАЗ-6534, КрАЗ-65053, КрАЗ-65055, ГАЗ-24, УАЗ-469; агрегатов, узлов и деталей к автомашинам КрАЗ[2]
- выполнять ремонт двигателей ЯМЗ-238, ЯМЗ-240, УМС-451МИ[2]
- оказывать услуги военно-технического назначения: обучать технологиям ремонта автомашин КрАЗ; командировать бригады специалистов по ремонту автомашин КрАЗ[2]

10 июня 2009 года Кабинет министров Украины принял распоряжение № 626-р, в соответствии с которым предприятия концерна "Техвоенсервис" получили право реализации автомобильной и специальной техники министерства обороны Украины, а также металлолома, полученного в результате утилизации техники министерства обороны Украины.
К началу 2013 года помимо капитального ремонта грузовиков КрАЗ и КАМАЗ, завод освоил капитальный ремонт грузовиков "Урал".
В июне 2013 года прокуратура Черкасской области открыла уголовное дело в отношении завода (к этому времени сумма задолженности предприятия составляла 1,3 млн. гривен).
По состоянию на 21 марта 2014 года, хозяйственное положение завода оставалось не вполне удовлетворительным, сумма задолженности предприятия составляла 232 тыс. гривен.
После начала боевых действий на востоке Украины весной 2014 года завод был привлечен к выполнению военного заказа: работники завода выполняли капитальный и текущий ремонт техники как на самом предприятии, так и в составе выездных групп.
В январе 2015 года в связи с недостаточным финансированием положение предприятия оставалось неудовлетворительным, возникла опасность отключения завода от электроснабжения со стороны ОАО «Черкассыоблэнерго». В апреле 2015 года представители завода сообщили, что завод работает, но испытывает недостаток денежных средств и рабочей силы.
9 июля 2015 года работники завода сообщили в интервью, что завод продолжает выполнять ремонт подбитой и повреждённой автомобильной техники, несмотря на задолженность государства по зарплате. Сообщается, что помимо ремонта автомашин УАЗ и КрАЗ, завод начал переоборудование одного автофургона в броневик для батальона "Донбасс".
В 2018 году основным направлением деятельности завода являлся ремонт грузовиков КрАЗ.